# إلسبيث تومسون
إلسبيث تومسون (بالإنجليزية: Elspeth Thompson)‏ هي كاتِبة بريطانية، ولدت في 26 يونيو 1961، وتوفيت في 25 مارس 2010.